# Frankton (Engeland)
Frankton is een civil parish in het bestuurlijke gebied Rugby, in het Engelse graafschap Warwickshire met 351 inwoners.